# François-Auguste Biard
François-Auguste Biard, também conhecido como François-Thérèse (Lyon, 29 de junho de 1799 — Samois-sur-Seine, 20 de junho de 1882), foi um pintor, desenhista e professor francês, conhecido principalmente por seu papel como retratista oficial da corte de Luís Filipe I durante o período denominado como Monarquia de Julho.
Suas viagens ao redor do globo e as obras de artes resultantes destas também ajudaram a impulsionar a carreira de Biard, que chegou a morar por dois anos no Brasil (fato esse que resultou na publicação do livro Deux Années au Brèsil, ou Dois Anos no Brasil, em português). Outro fato marcante da vida de Biard foi o casamento com Léonie d’Aunet e subsequente traição desta com o renomado poeta Victor Hugo.

## Biografia

### Nascimento e primeiro ingresso na Escola de Belas Artes
François-Auguste Biard nasceu na cidade de Lyon, na França, em 29 de junho de 1799, ano final da Revolução Francesa. Seus pais, Jean Biard e Claudine Brunet, são descritos como "trabalhadores modestos de Lyon".
Em 1818, Biard apresentou a sua primeira obra no Salão de Paris daquele ano: Les enfants perdus dans la forêt (Crianças perdidas na floresta, em tradução livre). Seu primeiro passo concreto em direção ao caminho das artes (contrariando o desejo de Jean e Claudine de que ele seguisse carreira religiosa), no entanto, se deu antes da década de 1820, ao ingressar pela primeira vez na Escola de Belas Artes de Lyon (École Nationale Supérieure des Beuax-Arts de Lyon). Nesta, ele estudou por três ou quatro meses desenho com Pierre-Henri Révoil, um ex-aluno de Jacques-Louis David, o maior representante do neoclassicismo e o pintor oficial da corte de Napoleão Bonaparte.

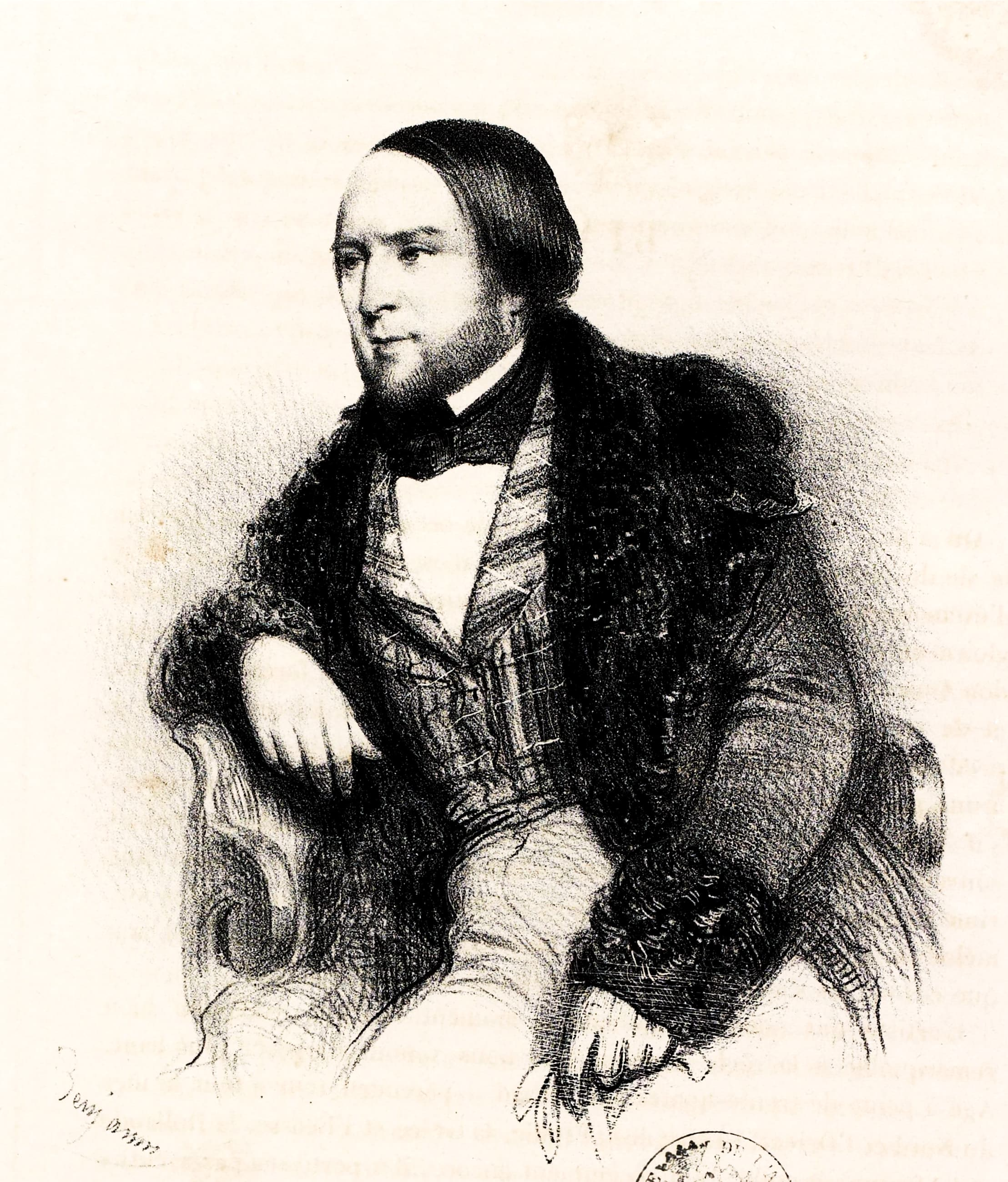
Desenho de Biard publicado no primeiro volume da Galerie de la presse, de la littérature et des beaux-arts.

No entanto, menos de um ano depois, Biard começou a trabalhar em uma fábrica próxima à sua cidade natal que manufaturava papéis de parede com de temas religiosos, onde ficou por oito meses. Crucial para a sua carreira artística, esse emprego ressaltou o seu talento para a cópia e reprodução de imagens. Assim, no início de sua trajetória profissional, além das pinturas, o francês também produzia esboços para ilustrar as suas viagens.

### Início da carreira
Após o período na fábrica, François-Auguste, agora com 18 anos, retornou para a Escola de Belas Artes, tornando-se aluno de Fleury François Richard, pintor oficial da Imperatriz Josefina, que também já tinha estudado com David e era amigo de Révoil, com quem ajudou a difundir o estilo trovadoresco de pinturas (Troubadour Style, em inglês).
Para evitar o serviço militar, o jovem Biard tentou se inscrever em um concurso de pintura e desenho, mas foi impedido pelos seus colegas de classe. Procurando contornar a situação, ele procurou a ajuda de Claude Cochet – na época, o diretor interino da Belas Artes –, que só lhe deu atenção ao final da reunião, quando Biard tocou algumas notas em uma flauta. Esse ato comoveu Cochet, que o inscreveu na competição e, consequentemente, o permitiu escapar do recrutamento para o exército francês.
No início de sua carreira, o pintor recebeu a ajuda de Louis Nicolas Philippe Auguste de Forbin, conde de Forbin, arqueologista, diretor do Museu do Louvre e membro da Academia de Belas Artes francesa, e de François-Simon-Alphonse Giroux, ex-aluno de David, artista, restaurador oficial da Catedral de Notre Dame e marceneiro. Biard conheceu o último na capital francesa em 1822 por meio de suas conexões com artistas e professores proeminentes. Na época de sua viagem a Paris, François-Auguste estava trabalhando em um quadro, que foi vendido para Giroux por 100 francos.
As viagens que François-Auguste Biard realizou ao longo do anos foram essenciais para a construção de sua trajetória artística. Além do passeio a Paris em 1822 junto com os seus colegas da Escola de Belas Artes, foi a sua contratação como professor de desenho da Marinha em 1827 que impulsionou as suas viagens ao redor do globo. Graças a esse emprego, Biard embarcou no La Bayadère, uma navegação batizada em homenagem a dançarinas indianas, onde conheceu países como o Chipre, Malta, Síria, Turquia e Egito. Atribui-se a esse período o nascimento do interesse de Biard pelo que era considerado exótico na época.
Em 1829, o francês saiu da Marinha, fazendo, mais uma vez, uma extensa viagem. Ele passou pela Inglaterra, Escócia, Alemanha, Suíça, Espanha, Itália e também por partes do continente africano. Na década de 1830, Biard passou a conquistar mais espaço como pintor.

### O artista
A expansão do reconhecimento de François-Auguste Biard se deu junto com a ascensão de Luís Felipe I, na França, que subiu ao poder após a abdicação forçada de Carlos X (que, por sua vez, se deu em decorrência da Revolução de Julho). O novo rei, então, passou a fazer muitos pedidos de quadros para Biard, tornando-se, com o tempo, seu maior cliente – adquirindo, inclusive, duas obras do pintor que estavam em exposição no Salão de 1833.
No ano seguinte, já instalado em Paris, o francês abriu o seu estúdio na 8 Place Vendôme, um endereço ilustre na época. De acordo com o relato de Louis Guimbaud, escritor francês nascido na década de 1870, o local atraía membros da burguesia e da aristocracia da França. Esse foi o período mais próspero da carreira de Biard – várias de suas obras eram expostas nos Salões anuais e compradas pelo rei e um de seus quadros foi adquirido pelo Museu de Luxemburgo (o primeiro aberto ao público).

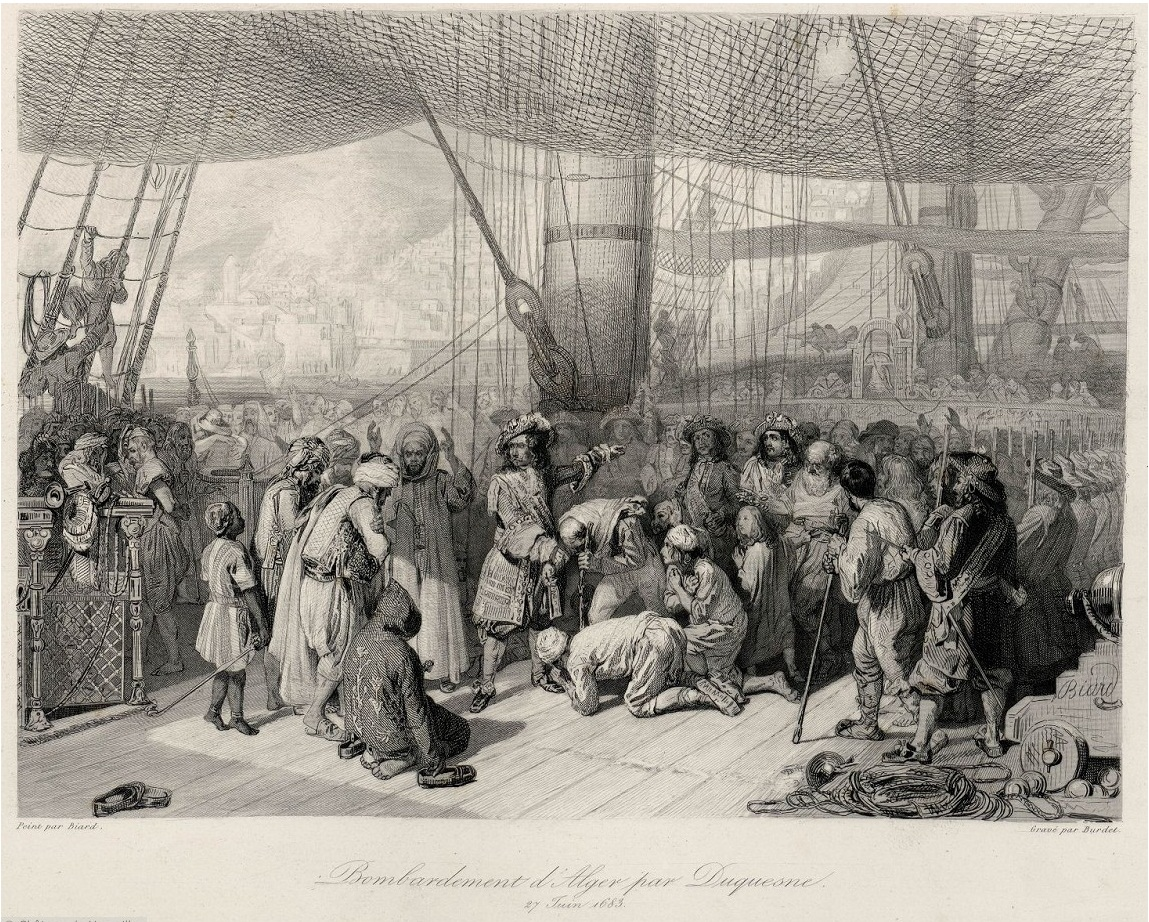
Duquesne délivre les captifs d'Alger, juin 1683 (1837), obra adquirida pelo rei francês após o Salão de Paris daquele ano.

Em 1837, após o Salão daquele ano, o rei francês comprou a obra Duquesne délivre les captifs d'Alger, juin 1683 (Duquesne liberta os prisioneiros de Argel, junho 1683), que retratava a libertação de escravos cristãos durante a expedição de Abraham Duquesne na capital da Argélia. Um ano depois, Biard recebeu a condecoração máxima da França, a Ordem Nacional da Legião de Honra.
O ano de 1839 também foi marcante para a sua carreira. Neste, Biard foi um dos pintores escolhidos para decorar as galerias do Palácio de Versalhes, uma grande honra para todos os artistas da época. Duas das obras expostas no palácio, cujo personagem principal era o Príncipe de Joinville, filho do rei, foram para o Salão de 1842: Le Prince de Joinville visite dans le Liban le village Maronite de Héden, 30 septembre 1836 (O príncipe de Joinville visita a vila maronita de Ehden, no Líbano, 30 setembro 1836) e Le Prince de Joinville visite le Saint-Sépulcre, 7 septembre 1836 (O príncipe de Joinville visita o Santo Sepulcro, 7 setembro 1836).
Francisco, o Príncipe de Joinville, também teve um papel importante na carreira de Biard. Em 1838, o filho do rei Luís Felipe I viajara para o Brasil, país para o qual voltou cinco anos depois para casar-se com D. Francisca de Bragança, filha do imperador D. Pedro I com D. Maria Leopoldina. O matrimônio foi crucial para fomentar a relação entre as coroas – o que beneficiou Biard em sua viagem ao país.
Nessa época, seu estúdio na Place Vendôme era bastante frequentado não só por artistas, mas também por viajantes e intelectuais, considerando que Biard também expunha os artefatos e objetos exóticos e raros que colecionava durante as suas viagens, como dois remos da Austrália, vasos da Ásia Oriental e cocares adquiridos na costa africana. Por isso, o local era, mais do que apenas um estúdio, uma espécie de pequeno museu e um indicador a mais do interesse de Biard pela etnografia.

### Expedição ao Ártico, casamento e adultério
No ano de 1840, François-Auguste Biard participou de uma expedição científica com destino ao Ártico, no Polo Norte, liderada por Paul Gaimard. A viagem, organizada pela Comissão Científica do Norte, também contou com a presença da escritora Léonie d’Aunet, esposa de Biard na época. Em 1854, ela vai publicar Voyage d'une femme au Spitzberg (Viagem de uma mulher a Spitsbergen), livro que relata essa excursão. Como as mulheres naquela época não podiam participar de expedições, Léonie e Biard passaram pelos Países Baixos, Hamburgo, Dinamarca, Suécia, Oslo (então chamada de Christiania) e Trondheim antes de, finalmente, chegarem ao ponto de encontro – no caso, Hammerfest.

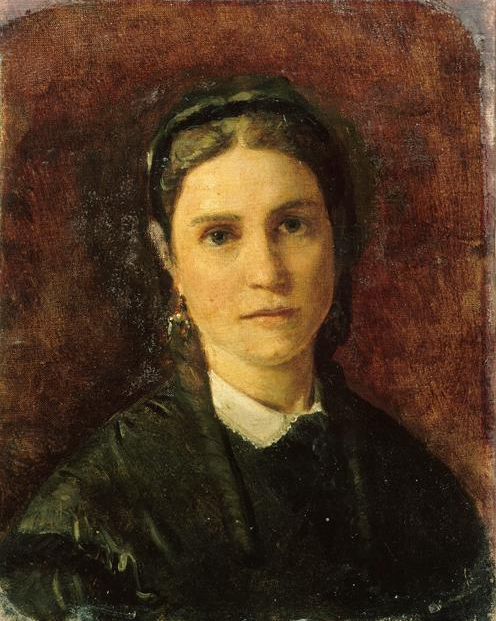
Retrato de Léonie d'Aunet pintado por Biard, seu marido na época.

Ao longo dessa expedição, Biard produziu diversas obras, incluindo painéis para o Museu Nacional de História Natural em Paris e quadros representando a viagem do monarca para a região da Lapônia. Além disso, enquanto o grupo estava no Polo Norte, o artigo En chemin pour le Spitzberg (A caminho de Spitsbergen), escrito por Samuel-Henri Berthoud e ilustrado por Édouard Wattier com base em um relato de Biard sobre um encontro dele com Oulie Hiélan, foi publicado na revista Musée des familles.
Em 23 de julho do mesmo ano, François-Auguste e Léonie d'Aunet oficializaram a sua união. No entanto, em 1843, Léonie iniciou um romance com o escritor Victor Hugo que, inicialmente, foi tolerado por Biard. A situação mudou quando d'Aunet pediu o divórcio, em abril de 1844. Afim de contornar a situação, o pintor contratou um detetive para flagrar o adultério da esposa com o romancista. Assim, em 4 de julho de 1845, d'Aunet e Hugo foram flagrados em um hotel e levados para a delegacia de polícia. A esposa de Biard ficou presa em Saint-Lazare, onde eram encarceradas prostitutas, adúlteras e ladras, até o mês de setembro, antes de ser mandada para um convento, onde permaneceu seis meses. Victor Hugo, por sua vez, não sofreu com as consequências, visto que era senador de Seine e Pair de France.
No dia seguinte ao flagrante, em 5 de julho, o caso já era manchetes de jornais, sendo comentado por nomes notáveis como o escritor Alphonse de Lamartine, o escultor James Pradier, o crítico literário Charles-Augustin Sainte-Beuve e o pianista e compositor Frédéric Chopin. Foi apenas em 14 de agosto de 1845 que o tribunal de Seine concedeu o divórcio ao casal. Após o escândalo, d'Aunet perdeu a guarda dos dois filhos, Marie-Henriette, na época com 5 anos, e Georges, de apenas 1 ano.
O declínio do casamento coincidiu com a desmoralização de Biard. Ele não participou do Salão de 1845 e, no ano seguinte, as obras apresentadas no evento foram duramente criticadas por Charles Baudelaire. A queda de seu mais ilustre cliente, Luís Filipe I, de cuja corte ele era o pintor oficial, em 1848, também impactou a sua carreira.

### Pós-Revolução de Julho
Um ano após a Revolução de 1848, Biard pintou um quadro cujo tema era a escravidão: L'émancipation de l'esclavage (A emancipação dos escravos), que retratava a abolição dos escravos ocorrida nas colônias francesas. O quadro, exposto no Salão de 1849 e adquirido em seguida pelo novo governo francês, contribuiu para que as pessoas vissem Biard como um pintor abolicionista. No entanto, não há informações suficientes para sustentar essa afirmação. O mais provável é que sua vontade de retratar escravidão fosse apenas um fruto de seu fascínio por tudo que era exótico, assim como por seu interesse em registrar momentos históricos.
No entanto, por mais que o pintor continuasse ativo – participando, inclusive, da Exposição Universal de 1855 –, seu sucesso já não era mais o mesmo da década de 1830. Uma das maneiras que Biard encontrou de tornar o seu trabalho relevante de novo foi fazer uma das coisas que mais gostava: viajar. Então, o francês, que já estava com quase 60 anos em 1858, seguiu para o Brasil.

## Viagem ao Brasil

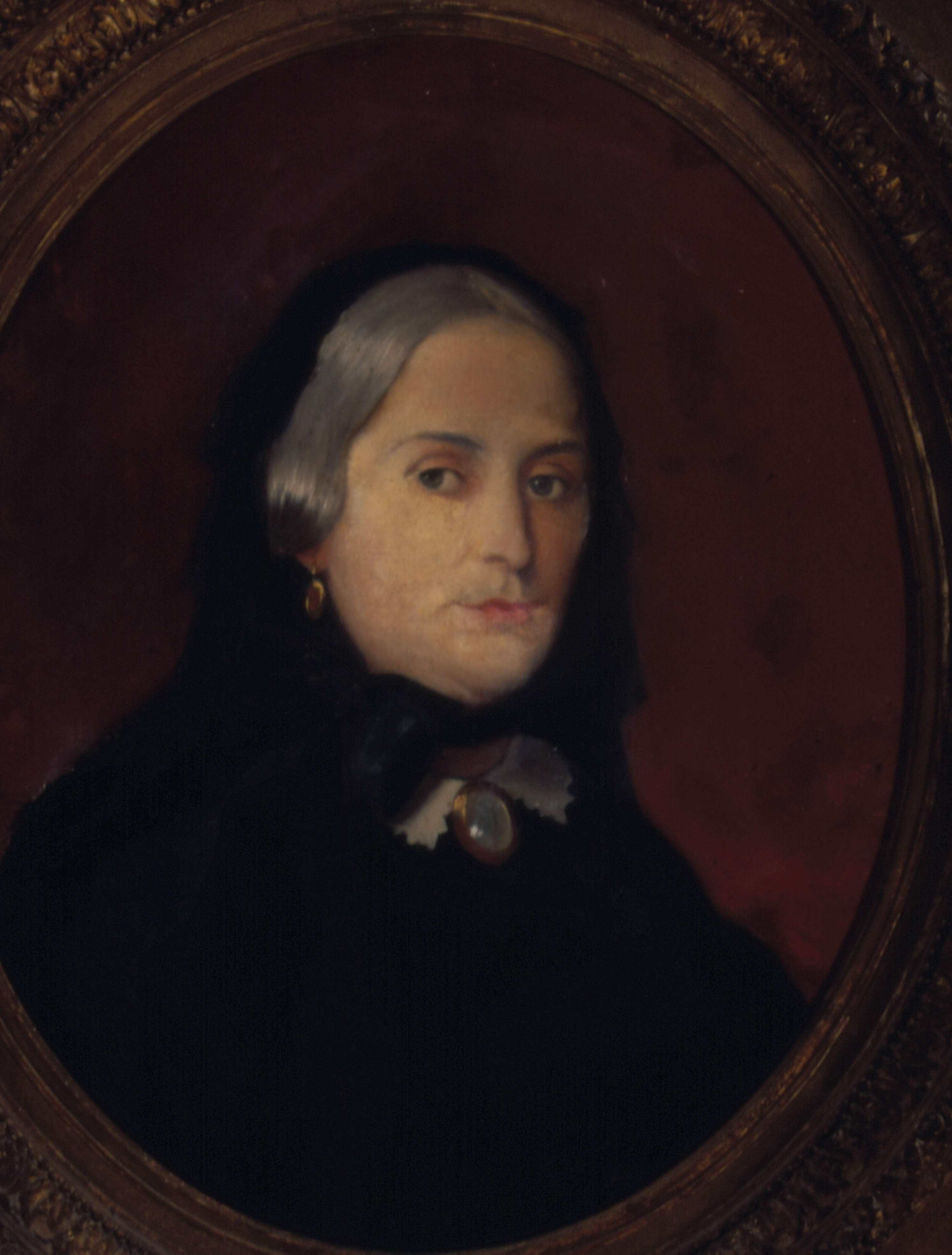
Retrato de Francisca Miquelina P. do Amaral, a Viscondessa de Indaiatuba.

François-Auguste Biard, em seu livro Dois Anos no Brasil, oferece ao leitor dois motivos para a sua vinda ao Brasil. O primeiro era o fato de que seus planos de permanecer no número 8 da Praça Vendôme, onde já morava há vinte anos, foram interrompidos por "planos urbanísticos de alargamento", fato que o entristeceu. O segundo foi um encontro com um general belga que vivia há anos na Bahia – Biard conta que, durante a conversa, ele lhe perguntou "E por que o Senhor não vai passar uns meses no Brasil? Tal passeio far-lhe-ia bem à saúde e esqueceria seus aborrecimentos", o que foi suficiente para convencê-lo. Vale notar, também, que o relacionamento da França com o Brasil, até a Proclamação da República, em 1889, era bom. No entanto, nem todas as reações que Biard ouviu foram positivas: "Não sabe ser uma terra muito insalubre?", "não se meta a ir ao Brasil" e "A febre amarela, ali, é endêmica" foram apenas algumas das frases que o francês registrou em seu livro.

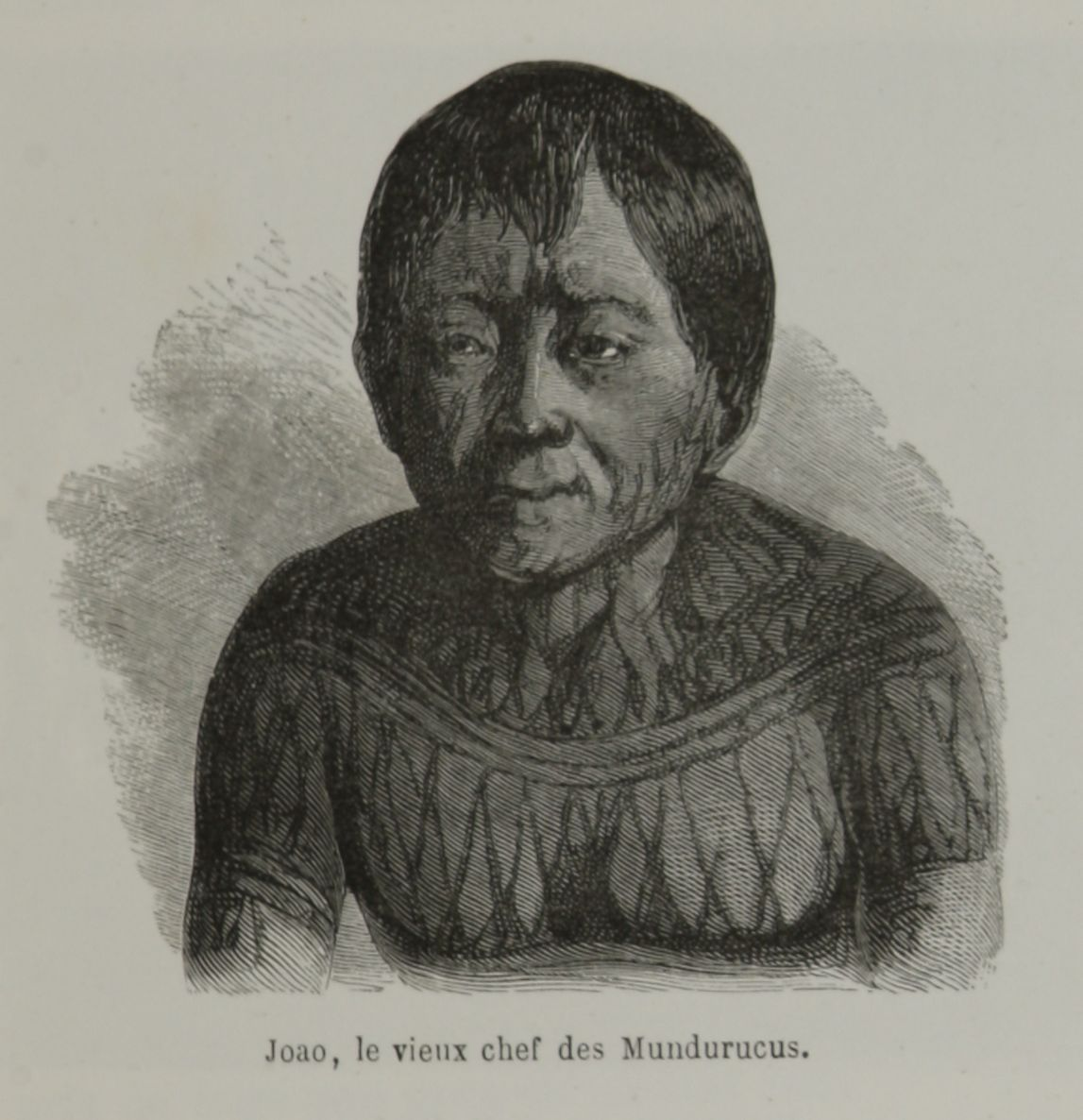
"Joao, le vieux chef des munducurus" (1862), a ilustração de um índio do povo mundurucu.

Por ter financiado a própria viagem, Biard levou consigo esboços e gravuras para vender no Brasil (além de cartas de recomendação endereçadas a D. Pedro II), para onde embarcou no dia 9 de abril de 1858, em Londres. Após paradas em Lisboa, Ilha da Madeira, Tenerife, Pernambuco e Bahia, o pintor chegou, em 5 de maio do mesmo ano, na Baía de Guanabara, no Rio de Janeiro. Sua residência na cidade durou até 2 de novembro, quando partiu para o Espírito Santo – retornando, em abril de 1859, à cidade onde desembarcara antes. Continuando sua viagem pelo país, em junho daquele mesmo ano, Biard seguiu em direção à Floresta Amazônica, passando, novamente, pela Bahia e por Pernambuco.
Durante sua primeira passagem pelo Rio de Janeiro, o foco do trabalho de François-Auguste foi a família imperial, tornando-se, inclusive, amigo do imperador brasileiro e pintando quadros não apenas de Pedro II, mas também de sua esposa e filhas. A segunda parte da viagem, no Espírito Santo, marcou o primeiro contato de Biard com tribos indígenas. Em 23 de junho de 1859, o francês seguiu em direção ao Pará, visando encontrar índios ainda não civilizados e a mata ainda não tocada. Nessa época, vale destacar o período que Biard passou com a tribo dos Mundurucus; em seu livro de relatos, ele descreve seu encontro com eles, suas impressões sobre os costumes e hábitos da tribo, além de revelar os males de saúde contraídos na viagem (por exemplo, acessos de febre). Para Biard, os índios não são os sujeitos idealizados da época; nem sanguinários, nem "bons selvagens", eles são indivíduos corrompidos.

Em 1859, Biard foi convidado para dar aulas na Academia Imperial de Belas Artes, mas o convite foi recusado, visto que, no momento, ele se encontrava no Amazonas. Assim, o pintor foi nomeado professor honorário da instituição. Antes de retornar à França, François-Auguste passou um curto tempo nos Estados Unidos, conhecendo, entre outros locais, as Cataratas do Niágara.

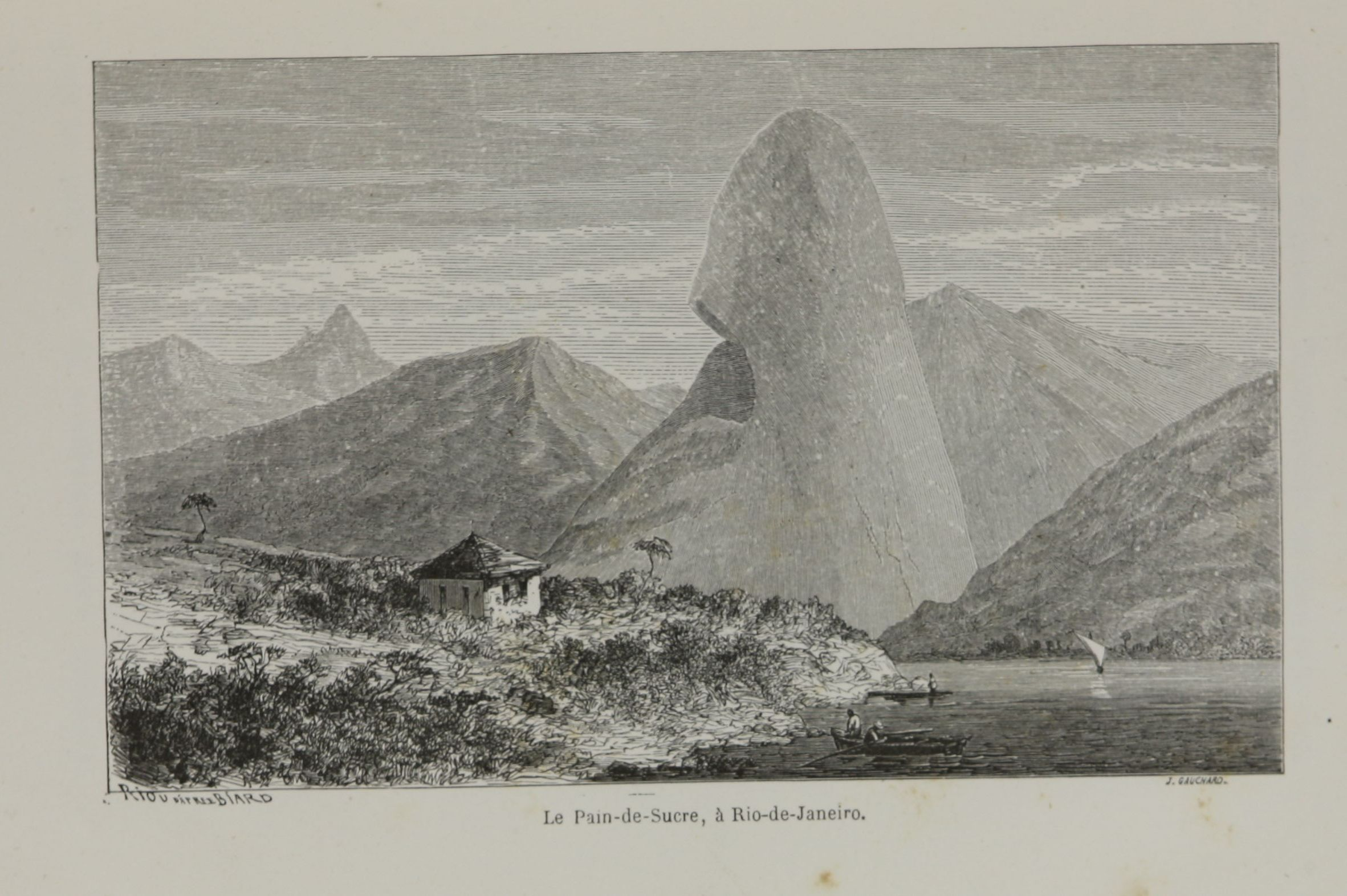
Desenho do Pão de Açúcar, no Rio de Janeiro (1862).
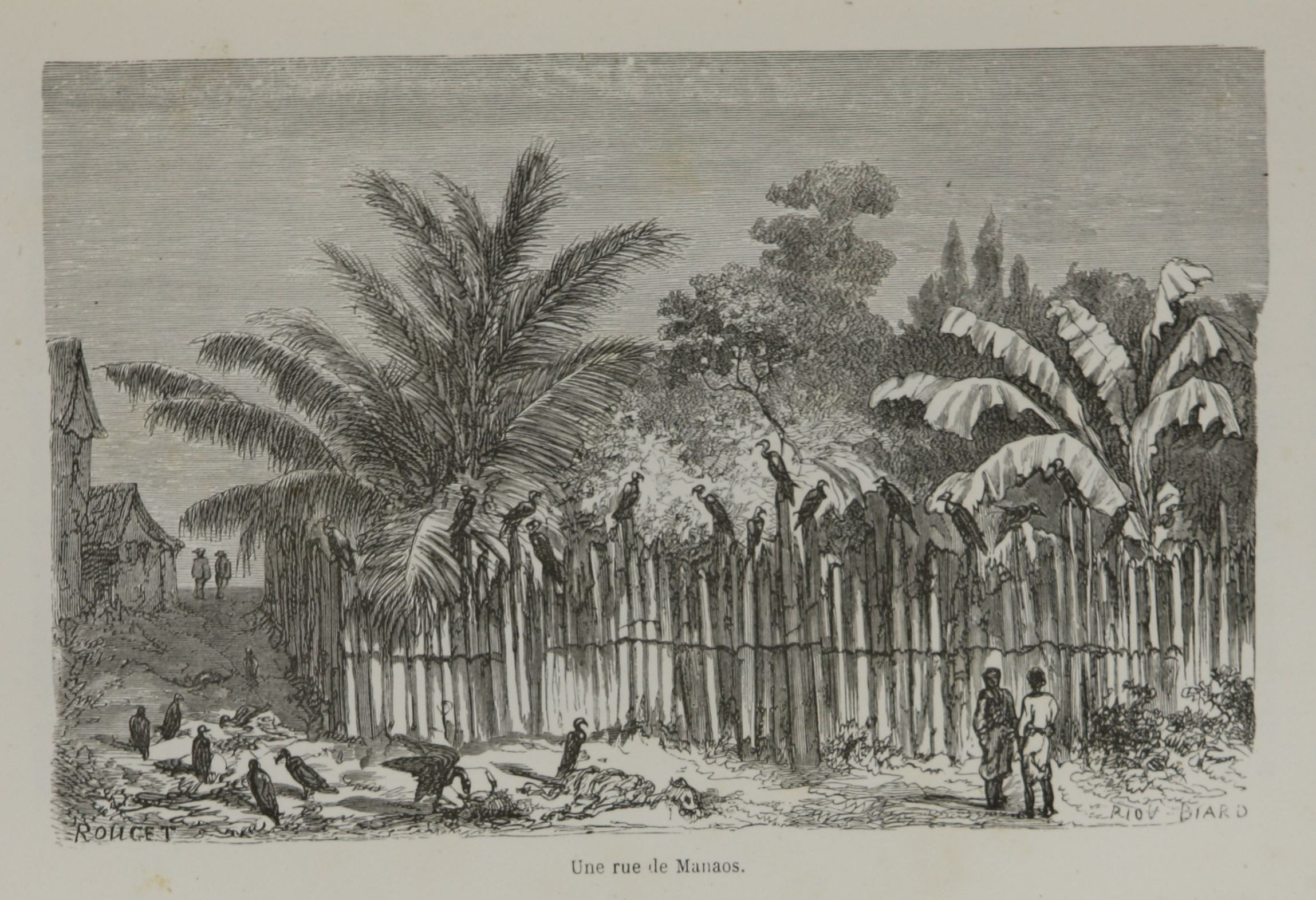
Desenho de alguma rua em Manaus, no Amazonas (1862).
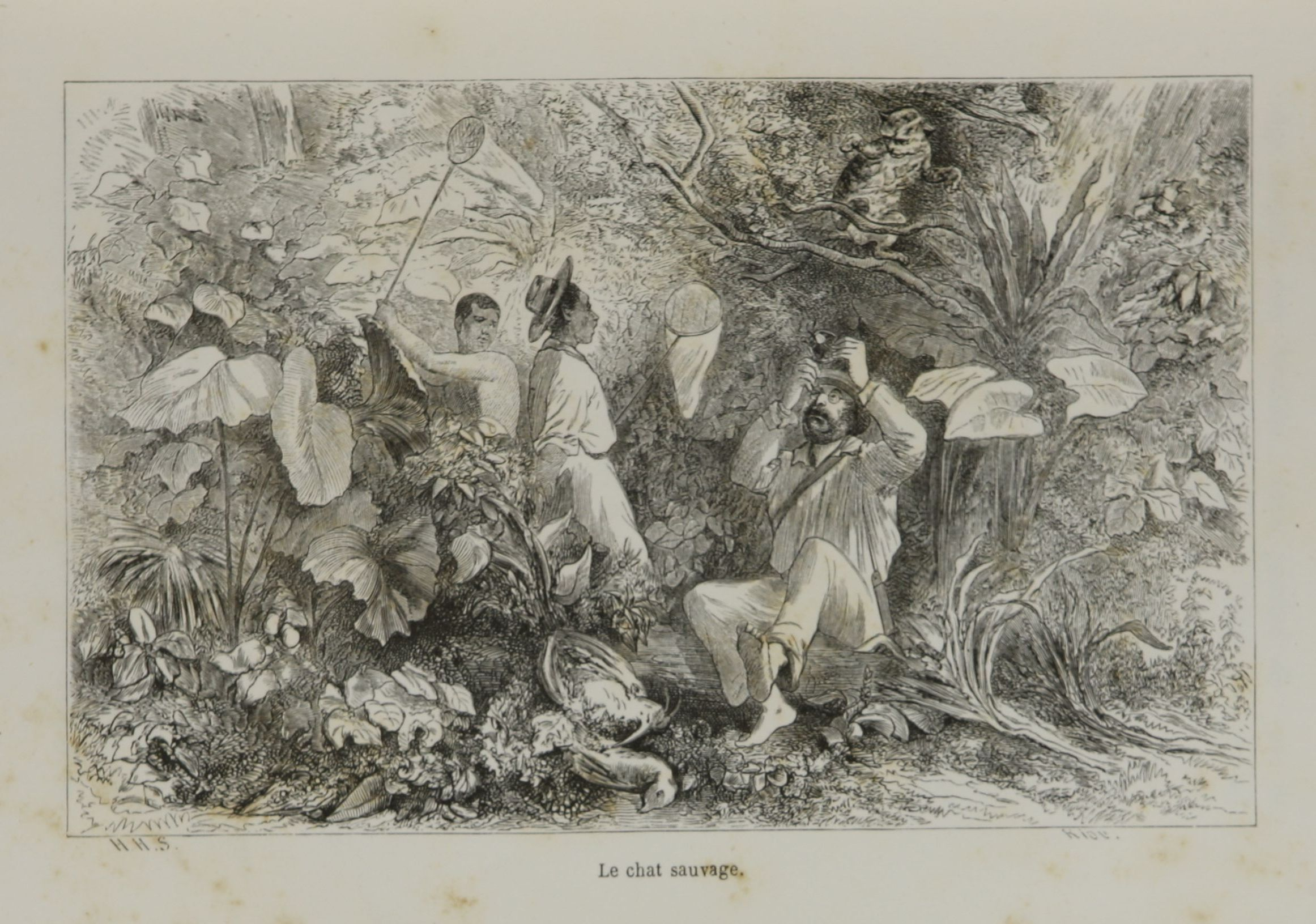
"Le chat sauvage" (O gato selvagem, 1862).
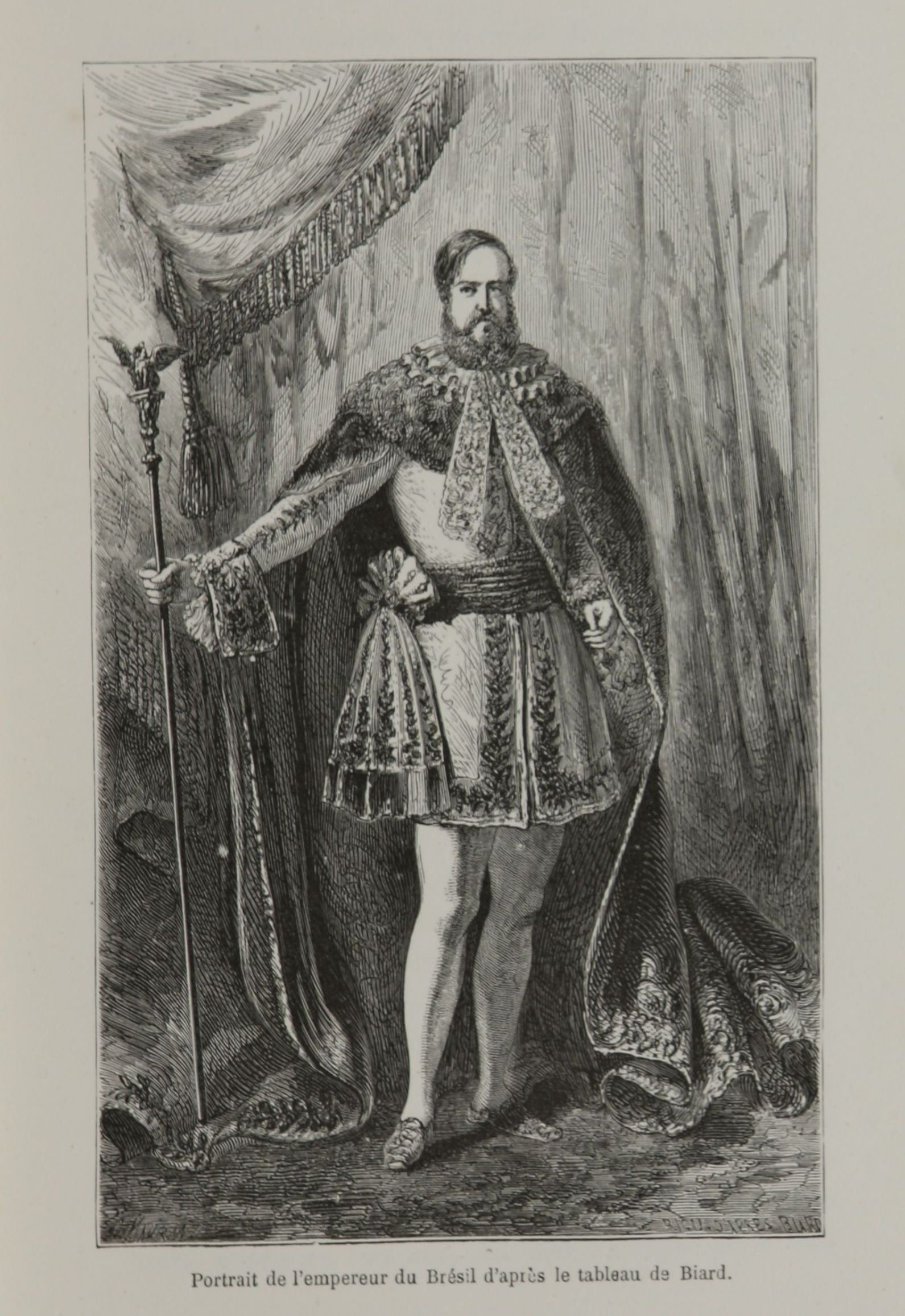
Retrato do Imperador do Brasil (1862).
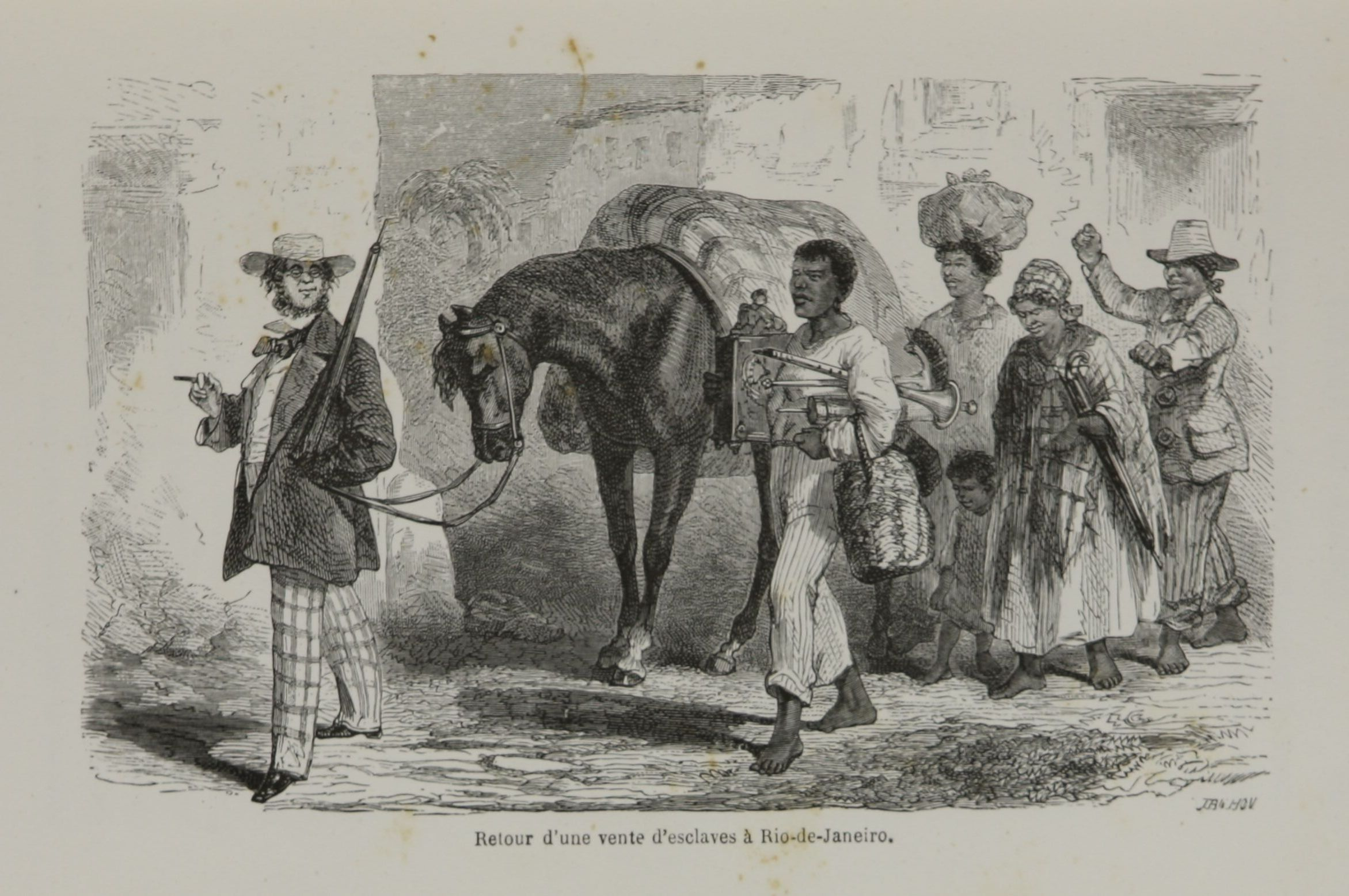
Retorno de uma venda de escravos no Rio de Janeiro (1862).

### "Dois Anos no Brasil" e críticas
No ano de 1862, já de volta ao seu país natal, Biard publicou Deux Années au Brèsil (Dois Anos no Brasil). A obra, que conta com 180 gravuras de Édouard Riou baseadas nos desenhos do próprio pintor, foi criticada no Brasil. Gonzaga Duque, por exemplo, considera que o livro é uma "crítica injusta e de calúnias disfarçadas em sutilezas de verve parisiense". O poeta Ferreira Gullar e o jornalista Ernani Silva Bruno também fazem parte do time de críticos de Biard, afirmando que o relato do francês é "excessivamente fantasioso e difamador para a imagem" do país.

## Obra

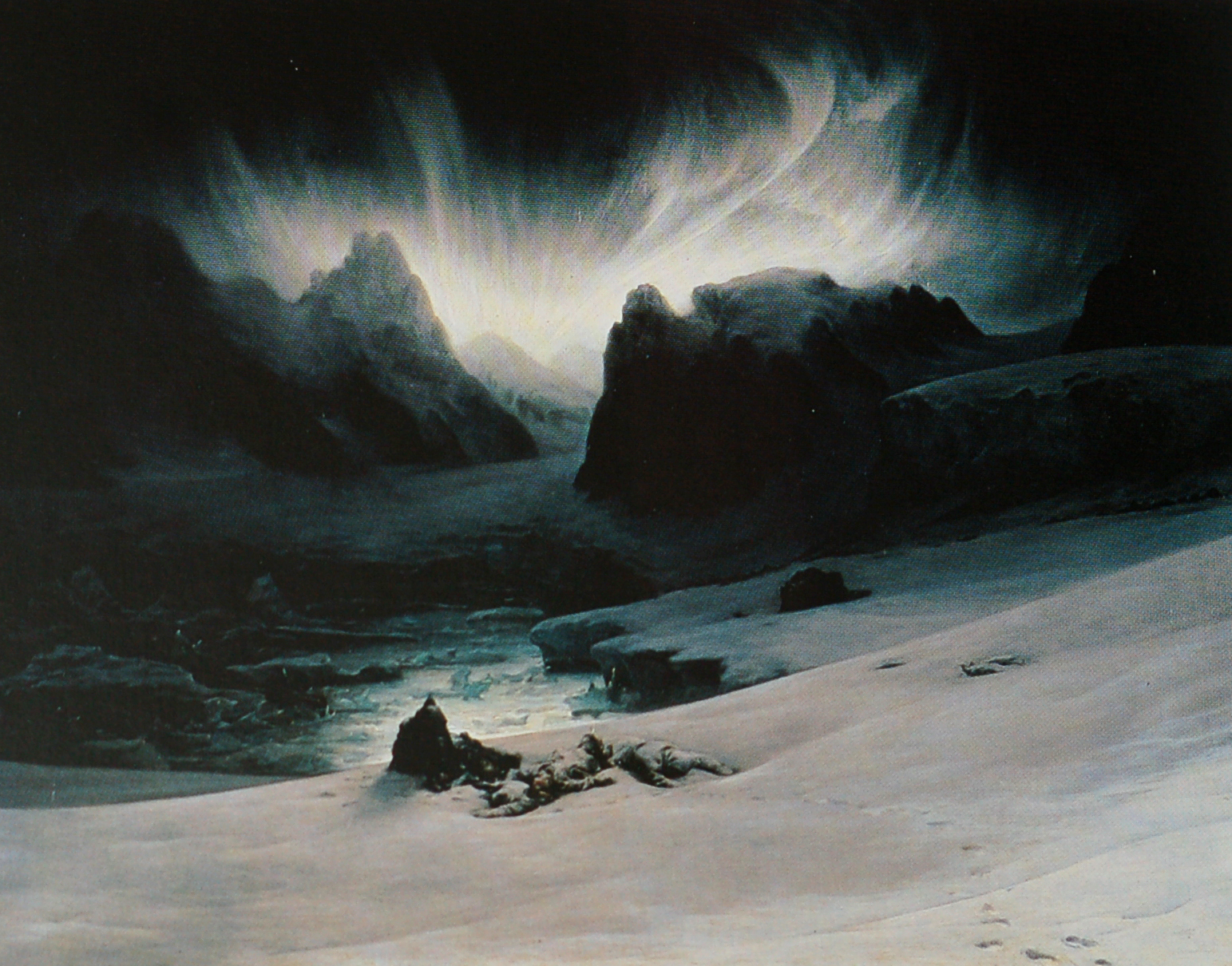
Magdalenefjorden, vue de la peninsule des tombeaux au nord de Spitzberg (1840).

As obras de Biard que retratam paisagens e povos "exóticos" são frequentemente destacadas como as suas mais famosas. Densas, as cores escolhidas pelo francês imediatamente chamam a atenção de quem observa os seus quadros. Essa característica, combinada com o grande número de detalhes presentes em sua arte, denuncia o treinamento de Biard na Escola de Belas Artes de Lyon.
A presença de elementos da natureza e cenas do cotidiano nos quadros de François-Auguste Biard faz com que ele seja comumente classificado como um pintor naturalista. Exemplo disso são as obras produzidas ao longo de suas viagens – principalmente a excursão para o Polo Norte ao final da década de 1830.

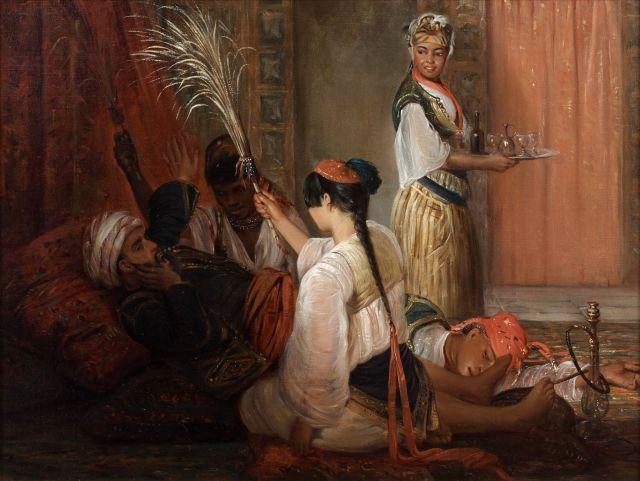
Au Sérail (dans Le Harem) (data desconhecida)

Além disso, o sarcasmo também se fez presente ao longo dos anos de produção artística de Biard. Esse fato, inclusive, chegou a prejudicar a sua carreira em um dado momento, sendo um dos motivos pelos quais ele se aproximou da temática histórica, passando a retratar grandes momentos da história da França. Vale citar que as charges cômicas/irônicas de Biard eram apreciadas principalmente pela parcela mais modesta da população, que dava boas risadas ao se deparar com as suas obras nos Salões de Paris.
O interesse de Biard pela etnografia também influenciou a sua arte. Suas extensas anotações de viagem e seu gosto pela observação de paisagens e povos tornaram os seus quadros mais realistas e abriram espaço para o francês colaborar em publicações de assuntos geográficos e marinhos.
Um dos críticos do pintor, Charles Baudelaire o classificou – ironicamente – como um "homem universal", graças à sua habilidade em abordar diferentes temas, em diferentes gêneros, com facilidade. Para tentar contornar isso e ser considerado parte da elite da arte francesa, Biard passou a misturar elementos trágicos e grotescos nos mesmos quadros.

## Principais exposições

### Em vida
Quando estava vivo, Biard participou de diversas exposições na França. Dentre elas, as mais importantes foram:
- 1818: Salão de Paris.[4]
- 1824: Salão de Paris (medalha de prata).[3]
- 1827: Salão de Paris (medalha de prata).[3]
- 1833: Salão de Paris.[2]
- 1837: Salão de Paris.[2]
- 1842: Salão de Paris.[2]
- 1846: Salão de Paris.[2]
- 1849: Salão de Paris.[2]
- 1855: Exposição Universal.[2]
- 1861: Salão de Paris.[3]

### Póstumas
- 1976: European View of America, National Gallery of Art (Washington, DC, Estados Unidos)[3]
- 1977: European View of America, Galeries Nationales du Grand Palais (Paris, França)[3]
- 1990: Missão Artística Francesa e Pintores Viajantes: França - Brasil no século XIX, Fundação Casa França-Brasil (Rio de Janeiro, Brasil)[3]
- 1992: Brasilien: entdeckung und selbstentdeckung, Kunsthaus Zürich (Zurique, Suíça)[3]
- 1994: O Brasil dos Viajantes, Museu de Arte de São Paulo Assis Chateaubriand (São Paulo, Brasil)[3]
- 1998: Brasil Século XIX: uma exuberante natureza, Fundação Maria Luisa e Oscar Americano (São Paulo, Brasil)[3]
- 2000: 
  - Brasil + 500 Mostra do Redescobrimento, Fundação Bienal de São Paulo (São Paulo, Brasil)[3]
  - Visões do Rio na Coleção Geyer, Centro Cultural Banco do Brasil (Rio de Janeiro, Brasil)[3]
- 2002: Imagem e Identidade: um olhar sobre a história na coleção do Museu de Belas Artes, Museu de Belas Artes (São Paulo, Brasil)[3]
- 2010: 
  - François Auguste Biard: o indígena e o olhar romântico, Estação Pinacoteca (São Paulo, Brasil)[3][22]
  - Arte no Brasil: Uma História na Pinacoteca de São Paulo, Pinacoteca do Estado de São Paulo (São Paulo, Brasil)[3]